# ديفيد ر. فلوريس
ديفيد ر. فلوريس (بالإنجليزية: David R. Flores)‏ هو فارس أمريكي، ولد في 5 فبراير 1968 في تيخوانا في المكسيك.